# آرامگاه شریف السادات
بقعه شریف السادات مربوط به دوره پهلوی است و در شهرستان مروست، دهستان هرابرجان، روستای ترکان واقع شده و این اثر در تاریخ ۲۶ اسفند ۱۳۸۶ با شمارهٔ ثبت ۲۲۱۳۴ به‌عنوان یکی از آثار ملی ایران به ثبت رسیده است.
اصلی این بنا مربعی شکل می باشد و با مصالحی نظیر خشت و گل ساخته شده است. اولین چیزی که در این اثر توجه افراد را به خود جلب می کند، گنبدی به شکل عرقچین است که بر نمای داخلی آن، آیاتی از قرآن نوشته شده و تاریخ این نوشته ها به سال 1275 هجری قمری بر می گردند. این گنبد با کاشی های آبی تزئین شده و بسیار چشمگیر است. البته بخش بیشتر گنبد را ساقه 3/5 متری آن تشکیل داده است. از دیگر قسمت های قابل توجه در این بنا سه ایوان 4 متری در ضلع های شرقی، غربی و شمالی را می توان نام برد که با ظرافت خاصشان توجه هر بازدیدکننده ای را به خود جلب می کند. شبستان مجموعه در ضلع غربی قرار گرفته و دربی درون آن نصب شده که به داخل حرم باز می شود. البته اکنون این درب مسدود شده است. ضریح امامزاده نیز در زیر گنبد و از جنس آهن و به شکل گهواره ساخته شده است. 